# Belgie na Letních olympijských hrách 1936
Belgie se účastnila Letní olympiády 1936 v německém Berlíně. Zastupovalo ji 150 sportovců (145 mužů a 5 žen) v 15 sportech.

## Medailisté
| Medaile | Jméno | Sport      | Soutěž                         |
| ------- | --- | ---------- | ------------------------------ |
| Bronz   | Auguste Garrebeek François Vandermotte Armand Putzeys                                                                                 | Cyklistika | Družstvo mužů - hromadný start |
| Bronz   | Henri Disy Pierre Coppieters Albert Castelyns Gérard Blitz Fernand Isselé Joseph De Combe Henri Stoelen Henri De Pauw Edmond Michiels | Vodní pólo | Turnaj mužů                    |